# Месел
Месел (њем. Messel) општина је у њемачкој савезној држави Хесен. Једно је од 23 општинска средишта округа Дармштат-Дибург. Према процјени из 2010. у општини је живјело 3.813 становника. Посједује регионалну шифру (AGS) 6432012.

## Географски и демографски подаци
Месел се налази у савезној држави Хесен у округу Дармштат-Дибург. Општина се налази на надморској висини од 172 метра. Површина општине износи 14,8 km². У самом мјесту је, према процјени из 2010. године, живјело 3.813 становника. Просјечна густина становништва износи 257 становника/km².